# THE STAR ONIONS
THE STAR ONIONS（ザ・スターオニオンズ）は、水田直志とスクウェア・エニックスの社員からなる日本のロックバンドである。

## 概要
結成した年は不明だが、ゲーム音楽作曲家水田直志とスクウェア・エニックスの社員から構成されるバンドである。
主に演奏する曲は『ファイナルファンタジーXI』に登場する戦闘曲やテーマ曲のアレンジ。インストゥルメンタルの楽曲が多いが、ゲストボーカルを迎えての歌詞付きの曲を演奏することもある。

## メンバー
- ベース
  - 水田直志 - SQUARE ENIXのコンポーザー。
- ギター
  - 関戸剛 - SQUARE ENIXのコンポーザー。担当作品は『チョコボの不思議なダンジョン2』など。
- ピアノ・シンセサイザー
  - 谷岡久美
- シンセサイザー
  - 岩崎英則
  - 甲田雅人
- ドラム
  - マイケル・クリストファー・コージ・フォックス

## ディスコグラフィー

### アルバム
- THE STAR ONIONS

### 参加アルバム
- ファイナルファンタジーXI プロマシアの呪縛 オリジナル・サウンドトラック
  - ボーナストラックに「Gustaberg」が収録されている
- FINAL FANTASY XI Original Soundtrack PREMIUM BOX
  - ボーナスディスク1（UNRELEASED TRACKS）に「Ru'Lude Gardens」が収録されている

## ライブ・公演
以下には同バンドが直接関わっているものを記載する。
- FFXIチャンピオンシップ バリスタ・ロワイヤル サマーカーニバル2005(2005.8)